# Neobythites bimarginatus
Neobythites bimarginatus är en fiskart som beskrevs av Pierre Fourmanoir och Rivaton, 1979. Neobythites bimarginatus ingår i släktet Neobythites och familjen Ophidiidae. Inga underarter finns listade i Catalogue of Life.